# Seznam krajev Unescove svetovne dediščine na Nizozemskem
Svetovna dediščina Organizacije Združenih narodov za izobraževanje, znanost in kulturo (UNESCO) je pomembna za kulturno ali naravno dediščino, kot je opisano v Unescovi konvenciji o svetovni dediščini, ustanovljeni leta 1972. Kulturno dediščino sestavljajo spomeniki (kot so arhitekturna dela, monumentalne skulpture ali napisi), skupine zgradb in najdišča (vključno z arheološkimi najdišči). Naravne značilnosti (ki jih sestavljajo fizične in biološke formacije), geološke in fiziografske formacije (vključno s habitati ogroženih vrst živali in rastlin) ter naravna območja, ki so pomembna z vidika znanosti, ohranjanja ali naravne lepote, so opredeljena kot naravna dediščina. Nizozemska je konvencijo sprejela 26. avgusta 1992, zaradi česar so njena naravna in zgodovinska območja upravičena do vključitve na seznam.
V Kraljevini Nizozemski je 13 objektov vpisanih na seznam svetovne dediščine. Enajst od teh lokacij je na Nizozemskem, ena pa v Curaçau na Karibih. Nizozemska in Curaçao sta sestavni državi Kraljevine Nizozemske. Enajst območij je kulturnih dobrin, eno pa naravne. Prvo območje, dodano na seznam, je bila Polderska pokrajina Schokland in okolica leta 1995. Transnacionalno območje Vatsko morje (naravno območje) si deli z Dansko in Nemčijo, Društvo za humanitarnost si deli z Belgijo, Spodnjenemški Limes pa z Nemčijo. Trenutno sta na poskusnem seznamu dve nepremičnini. Eno od teh območij je v celoti na Nizozemskem, eno je v Curaçau, eno pa v Bonairu, ki je posebna nizozemska občina na Karibih.

## Svetovna dediščina
Unesco navaja mesta pod desetimi merili; vsaka prijava mora izpolnjevati vsaj enega od kriterijev. Merila od i do vi so kulturna, od vii do x pa naravna.
| Ime                                                                    | Slika                                                                  | Lokacija                                                       | Leto vpisa | UNESCO kriterij              | Opis |
| ---------------------------------------------------------------------- | ---------------------------------------------------------------------- | -------------------------------------------------------------- | ---------- | ---------------------------- | --- |
| Polderska pokrajina Schokland                                          | Partially flooded fields, view from above                              | Noordoostpolder, Flevoland                                     | 1995       | 739; iii, v (kulturno)       | Schokland prikazuje, kako so se prebivalci Nizozemske borili proti morju. To je polotok, ki je bil naseljen že v prazgodovini, v 15. stoletju je postal otok, dokler ga leta 1859 v celoti ni vdrl Zuiderzee. Noordoostpolder je nastal v 1940-ih in posledično je bil Schokland ponovno pridobljen. |
| Nizozemske vodne obrambne linije                                       | Wall with several metal gates                                          | Severna Holandija, Utrecht, Južna Holandija in Severni Brabant | 1996, 2021 | 759bis; ii, iv, v (kulturno) | Obrambna linija Amsterdama je bila zgrajena med letoma 1883 in 1920. Utrjevanje temelji na principu nadzora nad vodami okoli mesta. Vsebuje mrežo 45 oboroženih utrdb in lahko začasno poplavi polderje, ki se raztezajo 135 kilometrov okoli Amsterdama. Mesto je bilo prvotno navedeno kot obrambna linija Amsterdama leta 1996. Leta 2021 je bilo razširjeno na obrambne strukture na skupno 9 lokacijah in preimenovano v Nizozemske vodne obrambne linije. |
| Mlini na veter v pokrajini Kinderdijk-Elshout                          | Several windmills, water channel in front                              | Alblasserdam in Nieuw-Lekkerland, Južna Holandija              | 1997       | 818; i, ii, iv (kulturno)    | Ta dediščina je primer krajine, ki jo je ustvaril človek, ustvarjena z odvajanjem vode iz polderjev. Gradnja hidravličnih objektov se je začela v srednjem veku, da bi ustvarili zemljo za poljedelstvo in poselitev. Tehnološka dediščina vključuje visoko in nizko ležeče drenažne in transportne kanale za odvečno poldersko vodo, nasipe, 3 črpališča, 2 izpustni zapornici, 2 hiši za montažo vodnih plošč in 19 drenažnih mlinov, ki so bili večinoma zgrajeni med letoma 1738 in 1740.                                                                           |
| Staro mestno jedro Willemstada, Notranje mesto in pristanišče, Curaçao | Waterfront with a series of brightly coloured houses                   | Willemstad, Curaçao                                            | 1997       | 819; ii, iv, v (kulturno)    | Willemstad so kot trgovsko naselje leta 1634 ustanovili nizozemski trgovci. Sodobno mesto sestavlja več zgodovinskih okrožij, ki odsevajo mešanico nizozemskih, španskih in portugalskih kulturnih vplivov ter afro-karibskih vplivov. Več zgodovinskih hiš je pobarvanih v svetlih barvah, kar je tradicija iz začetka 19. stoletja. |
| Parna črpalna postaja inženirja D. F. Woudea                           | A brick building (the pumping station), water in front                 | Lemmer, Lemsterland, Friesland                                 | 1998       | 867; i, ii, iv (kulturno)    | Parna črpalna postaja inženirja D. F. Woudea je naprava na parni pogon, ki preprečuje poplavljanje nižinskih območij Frizije. Delovati je začela leta 1920. Ob izgradnji je bila največja in tehnološko najnaprednejša parna črpalna postaja na svetu. V času uvrstitve na seznam je še vedno popolnoma delovala. |
| Droogmakerij de Beemster                                               | Historical map of the polder with clearly seen rectangular grid        | Beemster, Severna Holandija                                    | 1999       | 899, i, ii, iv (kulturno)    | Polder Beemster je prvi polder, ki je bil ustvarjen z odvzemom zemlje iz jezera. Leta 1612 so ga izsušili, kar je omogočil napredek tehnologije mlinov na veter. Polder je bil postavljen v geometrijski obliki, skladno z renesančnimi načrtovalskimi načeli. Osnovna ploskev je pravokotnik 180 metro krat 900 metrov. Vzorec cest in vodotokov poteka od severa proti jugu in od vzhoda proti zahodu. Polder se še vedno uporablja za kmetijstvo. |
| Vila Rietveld-Schröder                                                 | A modernist-style house in front, older brick houses in the background | Utrecht, provinca Utrecht                                      | 2000       | 965; i, ii (kulturno)        | Hiša Rietvelda Schröderja je bila zgrajena leta 1924. Naročil jo je Truus Schröder-Schräder, oblikoval pa jo je Gerrit Thomas Rietveld. Hiša je eden najbolj znanih primerov gibanja De Stijl. Gre za manjšo enodružinsko hišo s fleksibilno notranjo prostorsko ureditvijo, ki je omogočala postopne spremembe v času v skladu s spremembami funkcij. V 1970-ih in 1980-ih je bila skrbno obnovljena v prvotno stanje in je od takrat ohranjena kot muzej. |
| Vatsko morje*                                                          | Coast with sandy dunes                                                 | Frizija, Groningen (provinca) in Severna Holandija             | 2009       | 1314; viii, ix, x (naravno)  | Vatsko morje je največji nepretrgan sistem medplimskega peska in blata na svetu. Je pomembna točka biotske raznovrstnosti, kjer živijo vrste, kot so pristaniški tjulenj, sivi tjulenj in pristaniška pliskavka. Območja v Nemčiji in na Nizozemskem so bila leta 2009 vpisana na seznam svetovne dediščine, posest na Danskem pa je bila dodana leta 2014. |
| Mestne četrti in kanalski sistem znotraj Amsterdamskega Singelgrahta   | Channels of Amsterdam from above                                       | Amsterdam, Severna Holandija                                   | 2010       | 1349; i, ii, iv (kulturno)   | Kanalsko okrožje Amsterdama je bilo zasnovano ob koncu 16. stoletja in zgrajeno v 17. stoletju kot novo in povsem umetno pristaniško mesto. Kanali so razporejeni v koncentričnih lokih, ki jih sekajo radialne vodne poti in ulice. Ohranjenih je večina hiš, zgrajenih v 17. in 18. stoletju, stari gradbeni in hidrotehnični objekti pa so večinoma zamenjani. V 17. in 18. stoletju je Amsterdam veljal za referenčni model za številne projekte po vsem svetu. |
| Tovarna Van Nelle                                                      | White factory building with large letters "Van Nelle"                  | Rotterdam, Južna Holandija                                     | 2014       | 1441; ii, iv (kulturno)      | Tovarna je bila zgrajena v 1920-ih kot obrat za predelavo hrane in pakiranje kave, čaja in tobaka. Zasnoval jo je Leendert van der Vlugt in predstavlja nov koncept tovarne, simbol modernistične in funkcionalistične kulture medvojnega obdobja. Fasade so iz jekla in stekla, ki zagotavljajo dnevno svetlobo delavcem. Industrijska dejavnost v tovarni je prenehala v 1990-ih, posest je zdaj v lasti novega lastnika. |
| Društvo za humanitarnost*                                              | Red brick house with two chimneys                                      | Drenthe                                                        | 2021       | 1555rev; ii, iv (kulturno)   | Po napoleonskih vojnah v Evropi so veliki deli prebivalstva Nizozemskih dežel obubožali. Za reševanje socialnih vprašanj je bilo leta 1818 ustanovljeno Društvo dobrohotnosti, ki je zgradilo sedem kmetijskih kolonij za družine, sirote, berače in upokojeno vojaško osebje. Ta pristop je bil inovativen s kombinacijo izobraževanja, zdravstvene oskrbe in (prisilnega) dela za zagotovitev samooskrbe kolonij. Tri od teh kolonij so navedene na Nizozemskem: Veenhuizen, Frederiksoord (na sliki) in Wilhelminaoord. Ena lokacija, Wortel, je navedena v Belgiji. |
| Meje rimskega imperija – Sponjenemški limes*                           | Reconstruction of a wooden watch tower                                 | več lokacij                                                    | 2021       | 1631; ii, iii, iv (kulturno) | Spodnjenemški limes je varoval rimsko provinco Spodnja Germanija, vzdolž Rena od Renskega masiva do obale Severnega morja. Utrdbe so bile postavljene v poznem 1. stoletju pred našim štetjem in so ostale v uporabi do razpada Zahodnega rimskega cesarstva v začetku 5. stoletja pred našim štetjem. Dediščina obsega 102 mesti, od tega 39 na Nizozemskem, ostale so v Nemčiji. Najdišča vključujejo ostanke utrdb, mest, cest in druge infrastrukture. Na sliki je rekonstruiran stražni stolp v Vechtnu.                                                           |
| Planetarij Eise Eisinga                                                | Model of Solar system                                                  | Franeker, Frizija                                              | 2023       | 1683; iv (kulturno)          | Kraljevi planetarij Eise Eisinga v Franekerju je najstarejši delujoči planetarij na svetu. Vključuje orrery, mehanski model sončnega sistema, ki ga je zgradil Eise Eisinga med letoma 1774 in 1781. Še vedno je v celoti delujoč. |

## Poskusni seznam
Poleg območij, vpisanih na seznam svetovne dediščine, lahko države članice vodijo seznam začasnih območij, ki jih lahko upoštevajo pri nominaciji. Nominacije za seznam svetovne dediščine so sprejete le, če je bilo območje predhodno navedeno na poskusnem seznamu. Nizozemska ima na svojem poskusnem seznamu dve lokaciji.
| Ime                         | Slika                                                 | Lokacija                     | Leto vpisa | UNESCO kriterij      | Opis |
| --------------------------- | ----------------------------------------------------- | ---------------------------- | ---------- | -------------------- | --- |
| Morski park Bonaire         | Fish in front of corals                               | Bonaire, Karibska Nizozemska | 2011       | vii, ix (naravno)    | Park obsega 2700 hektarjev koralnega grebena, morske trave in mangrov. Je življenjski prostor več kot 50 vrst kamenih koral in več kot 350 vrst grebenskih rib ter gnezdišče morskih želv. Koralni grebeni so najmanj degradirani v celotnem Karibskem morju. |
| Plantaže v Zahodnem Curaçau | White plantation building with red roof, trees around | Curaçao                      | 2011       | ii, iv, v (kulturno) | Štiri plantaže, vključene v to nominacijo (Ascencion, San Juan, Savonet in Knip), prikazujejo posebno vrsto nizozemskih plantaž, ki delujejo v suhem tropskem podnebju in se soočajo s težavami pri upravljanju vode. V nasprotju z drugimi plantažami na Karibih so se osredotočili na več poljščin in ne le na sladkor. Sprva so se ukvarjali s suženjskim delom in so bili aktivni od 17. do začetka 20. stoletja. |